# Kikuletwa
De Kikuletwa, ook wel Darjema genoemd, is een rivier in Manyara, een regio in het noordoosten van Tanzania. De rivier ontspringt op Mount Meru  en stroomt ten zuidoosten van de Kilimanjaro om vervolgens uit te monden in het waterreservoir Nyumba ya Mungu. Ongeveer twintig kilometer voor de monding van de rivier bevindt zich de zijtak van de Weruweru, een kleine rivier die op de Kilimanjaro ontspringt.
De Kikuletwa is een van de twee voornaamste bronnen van de Pangani, een van de grootste rivieren van Tanzania. De andere belangrijke bron is de Ruvu, een verlengde van de op de Kilimanjaro ontspringende rivier de Lumi.